# Celjski naddekanat
Celjski naddekanat je bil rimskokatoliški naddekanat Škofije Maribor, ki je bil ustanovljen 20. marca 2002 z reorganizacijo prejšnjih štirih naddekanatov (I., II., III. in IV.). 7. aprila 2006, ko je bila ustanovljena Škofija Celje, je postal del le-te. Ob reorganizaciji naddekanatov in dekanij 1. septembra 2021 je bil skupaj z ostalimi tremi naddekanati škofije ukinjen.

## Dekanije
- Dekanija Celje
- Dekanija Nova Cerkev
- Dekanija Žalec